# Proscenium
Proscenium è il settimo EP del gruppo musicale svedese Katatonia, pubblicato il 22 aprile 2017 dalla Peaceville Records.

## Descrizione
Contiene quattro brani tratti dal concerto tenuto dal gruppo al teatro romano di Plovdiv (tre appartenenti all'album The Fall of Hearts e uno da The Great Cold Distance), tutti originariamente pubblicati un mese prima nel secondo CD della Tour Edition di The Fall of Hearts.
Il disco è stato pubblicato in occasione del Record Store Day sotto forma di vinile 10" e in tiratura limitata a mille copie.

## Tracce
Lato A
1. Last Song Before the Fade – 5:26
2. Serein – 5:03

Lato B
1. Old Heart Falls – 4:46
2. Journey Through Pressure – 5:04

## Formazione
Gruppo
- Jonas Renkse – voce
- Anders Nyström – chitarra, cori
- Roger Öjersson – chitarra, cori
- Niklas Sandin – basso
- Daniel Moilanen – batteria

Altri musicisti
- Levon Manukyan – composizione e direzione orchestra
- George Miltiyadoff – composizione e direzione orchestra
- The Plovdiv Philharmonic Orchestra – orchestra

Produzione
- Anders Nyström – produzione
- Jonas Renkse – produzione
- Bruce Soord – missaggio
- Steve Kitch – mastering